# 주체성
주체성(主體性)은 자기의 의지에 의해서 무엇인가의 대상에 작용하는 자세를 말한다. 또는, 주체로서 외부에 있는 객체에 자주적으로 작용하여 그것을 변형시키는 전인적(全人的)·실천적인 태도를 말한다. 여기에서 ‘주체’는 의식적·신체적인 자주적 행위자를 뜻한다.

## 현대인과 주체성
현대에서는 작용에서 일할 대상은 거의 모두가 거대한 힘을 나타내고 있으며, 인간은 역으로 대상에 종속하고 대상에 적응할 수 있도록 자기자신을 바꾸는 것만이 허용되고 있다는 지적이 있다. 자본·상품·관료 체제·국가·교조적 이데올로기 등이 주체적으로 되면 될수록 인간은 주체성을 잃는 것이 되며, 인간이 주체적일 수 있는 것은 아주 제한된 범위, 결국 사생활의 내부에 있어서뿐이라는 것이다.

## 같이 보기
- 자주성
- 자유의지
- 주관
- 주체사상